# Vernon Dursley
Vernon Dursley je izmišljena oseba iz del o Harryju Potterju angleške pisateljice J. K. Rowling.
Je Harryjev grozni stric, mož Harryjeve tete Petunije Dursley. Njun sin je Dudley Dursley. Vernon Dursley je neprijazen in zelo čudaški mož. Z Petunijo venomer pazita, da imata hišo in okolico urejeno in se večkrat bahata pred sosedi. Vernon dela v podjetju, v katerem izdelujejo svedre. Zelo rad rohni nad ljudmi, največkrat pa je njegova žrtev Harry. Harryja je enajst let vzgajal na nasilen in neprijazen način, saj je želel iz njega izbiti vso »čudaškost«. Ko pa je Harry odšel na Bradavičarko, se je njun odnos zelo spremeni. Vernon ni do Harryja nič bolj prijazen, a se ga boji.
Vernon Dursley je najbolj ponosen na to, da je »popolnoma normalen«, zaradi česar se boji, da bi ga sosedje ali znanci povezali s čimerkoli nenavadnim. Nikakor ne podpira nobene domišljije in drugačnosti. Posledično Harryjevo drugačnost skrbno skriva pred vsemi.
Je velik debel mož s košatimi brki, ki si jih v trenutkih razburjenja pogosto besno puli. Vratu skoraj nima njegov obraz pa ima rožnat in zelo debel.